# Dịch Hội
Dịch Hội (tiếng Trung: 奕繪; 20 tháng 2 năm 1799 – 26 tháng 8 năm 1838) tự Tử Chương (子章), hiệu Huyễn Viên cư sĩ (幻园居士) và Thái Tố đạo nhân (太素道人), là một tông thất của nhà Thanh trong lịch sử Trung Quốc.

## Cuộc đời
Dịch Hội sinh vào giờ Dần, ngày 16 tháng 1 (âm lịch) năm Gia Khánh thứ 4 (1799), trong gia tộc Ái Tân Giác La, là cháu nội của Vinh Thân vương Vĩnh Kỳ – hoàng tử thứ 5 của Càn Long. Ông là con trai trưởng và là người con trai còn sống duy nhất của Vinh Khác Quận vương Miên Ức. Mẹ ông là Trắc Phúc tấn Vương Giai thị (王佳氏). Năm Gia Khánh thứ 20 (1815), phụ thân ông qua đời, ông được tập tước Vinh Thân vương đời thứ 3, nhưng Vinh vương phủ không phải thừa kế võng thế, nên ông chỉ được phong làm Bối lặc.
Năm Đạo Quang thứ 3 (1823), tháng 9, quản lý sự vụ Chính Hồng kỳ Giác La học. Năm thứ 5 (1825), tháng 7, thụ chức Tán trật đại thần. Năm thứ 6 (1826), tháng 2, quản lý sự vụ Lưỡng dực Tông học (兩翼宗學事務). Năm thứ 8 (1828), tháng 4, ông đảm nhiệm Tổng tộc trưởng của Tương Hồng kỳ. Năm thứ 9 (1829), tháng 5, ông bị cách chức quản lỳ Lưỡng dực Tông học. Năm thứ 10 (1830), tháng 7, quản lý sự vụ Võ Anh điện (武英殿). Tháng 11 cùng năm, nhậm Đô thống Hán quân Chính Bạch kỳ. Năm thứ 11 (1831), tháng 10, thụ chức Nội đại thần (內大臣). Năm thứ 15 (1835), tháng 6, ông bị cách chức Đô thống Hán quân Chính Bạch kỳ, quản lý sự vụ Võ Anh điện, Tổng tộc trưởng Tương Hồng kỳ.
Năm thứ 18 (1838), ngày 7 tháng 7 (âm lịch), giờ Thìn, ông qua đời, thọ 39 tuổi. Ông lúc sinh thời được đánh giá là người tài mạo song toàn, thiện thơ từ, công thi họa.

## Gia quyến

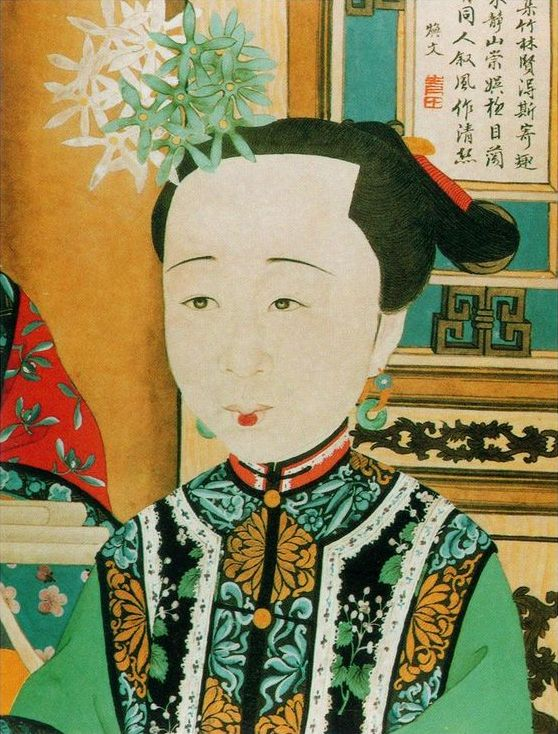
Chân dung Cố Thái Thanh

### Thê thiếp
- Đích Phu nhân: Hách Xá Lý thị (赫舍里氏), con gái của Phó Đô thống Phúc Lặc Hồng A (福勒洪阿).
- Thứ thiếp: Cố Thái Thanh (顾太清), dưỡng nữ của Cố Văn Tinh (顧文星). Thực tế là Tây Lâm Giác La thị (西林觉罗氏),[2] cháu nội của Cam Túc Tuần phủ Ngạc Xương, chất nữ của Đại học sĩ Văn Đoan công Ngạc Nhĩ Thái.

### Hậu duệ

#### Con trai
1. Tái Quân (載鈞; 1818 – 1857), mẹ là Đích Phu nhân Hách Xá Lý thị. Năm 1838 được tập tước Vinh Thân vương (荣親王) và được phong Bối tử. Có một con trai.
2. Tái Chiêu (載釗; 1825 – 1881), mẹ là Thứ thiếp Cố thị. Năm 1881 được truy phong làm Phụng ân Trấn quốc công. Có chín con trai.
3. Tái Khâm (載欽; 1825 – 1826), mẹ là Đích Phu nhân Hách Xá Lý thị. Chết yểu.
4. Tái Sơ (載初; 1832 – 1881), mẹ là Thứ thiếp Cố thị. Được phong làm Phụ quốc Tướng quân. Có hai con trai.
5. Tái Đồng (載同; 1834 – 1835), tự Đồng Chi (同之), mẹ là Thứ thiếp Cố thị. Chết yểu.

#### Con gái
1. Trưởng nữ (1824 – ?), tự Mạnh Văn (孟文), được phong Quận quân, mẹ là Thứ thiếp Cố thị, gả cho Siêu Dũng Thân vương Xa Đăng Ba Cha Nhĩ (车登巴咱尔).
2. Thứ nữ (1825 – ?), tự Trọng Văn (仲文), mẹ là Thứ thiếp Cố thị, gả cho Nhất đẳng tử Bác Xương (博昌).
3. Tái Thông (载通; 1826 ~ 1830 – ?), tự Thúc Văn (叔文), mẹ là Thứ thiếp Cố thị, gả cho Thừa Ân công Sùng Đoan – chất tằng tôn của Hiếu Thục Duệ Hoàng hậu.
4. Tái Đạo (载道; 1827 ~ 1831 – ?), tự Dĩ Văn (以文), mẹ là Thứ thiếp Cố thị.